# 12628 Ackworthorr
12628 Ackworthorr eller 2120 T-1 är en asteroid i huvudbältet som upptäcktes den 25 mars 1971 av den nederländsk-amerikanske astronomen Tom Gehrels och det nederländska astronomparet Ingrid van Houten-Groeneveld och Cornelis Johannes van Houten vid Palomarobservatoriet. Den är uppkallad efter den brittiska astronomen Mary Acworth Evershed.
Asteroiden har en diameter på ungefär 5 kilometer.